# 티오마르가리타 마그니피카
티오마르가리타 마그니피카(Thiomargarita magnifica)는 황산화 감마프로테오박테리아의 일종으로 소앤틸리스 제도의 과들루프 군도에서 수중에 떨어진 붉은 맹그로브 잎 위에서 자라고 있다. 이 실 모양의 박테리아는 알려진 박테리아 중 가장 긴 것으로 평균 길이가 10mm 이고 일부 개체는 20mm에 이른다. 이 박테리아는 2022년 2월에 제출된 출판전 논문에 기술되어 있다. 이 박테리아는 원래 푸앵타피르에 있는 프랑스령 안틸레스 대학의 Olivier Gros가 2010년대 초에 처음 발견했지만, 처음에는 Gros가 발견한 것이 곰팡이 라고 생각했기 때문에 큰 관심을 끌지 못했다. Gros와 다른 연구원들이 그것이 박테리아로 결정하는 데 5년이 걸렸고 Gros의 지도 하에 연구하는 대학원생인 Jean-Marie Volland가 그 특이한 특성을 알아내기까지 몇 년이 더 걸렸다.
'티오마르가리타'는 라틴어로 "유황 진주"를 의미한다. 이것은 세포의 모양을 나타내는데, 그들은 입사광을 산란시키는 미세한 유황 과립을 포함하여 세포에 진주 광택을 부여한다. magnifica 라는 이름은 "웅장한"을 의미하며 T. magnifica 를 박테리아로 식별한 연구원 Silvina González Rizzo에 의해 선정되었다.

## 캡슐화된 DNA
T. magnifica 의 발견은 세포핵이 없는 원시 단세포 생물인 원핵생물 ( DNA가 자유롭게 떠 있음)과 DNA가 핵의 덮개로 둘러싸여 있는 진핵생물 사이의 경계를 흐리게 하기 때문에 중요하다. T. magnifica는 박테리아이기 때문에 원핵생물에 속하지만 그 세포에는 세포의 DNA를 감싸는 막 주머니가 있다.

## 구조
박테리아의 대사는 박테리아 세포 내부를 통한 영양소와 폐기물 분자의 확산을 통해서만 발생할 수 있으며, 이에 의하여 이러한 유기체의 크기에는 상한선이 발생한다. 1999년에 발견된 대형 유황 박테리아 T. namibiensis는 물과 질산염으로 채워진 큰 주머니를 포함함으로써 이러한 한계를 극복했다. 이 주머니는 세포 내용물을 세포벽으로 밀어 넣어 확산이 작동할 수 있도록 한다. 생명 과정은 세포의 "가장자리를 따라"만 발생한다. T. magnifica ' 세포는 세포의 대부분(65-80% 부피)을 차지하는 유사한 액포 를 포함하고 세포질 을 세포 주변으로 밀어낸다(세포질의 두께는 1.8에서 4.8 마이크론 까지 다양함).
유기체 내의 다른 주머니 또는 구획에는 DNA가 들어 있다. 연구원들은 이 구획을 "페핀"(pepin)이라고 명명했다. 이 구조는 대부분의 다른 박테리아에서 발견되는 자유 부동 DNA와 매우 다르다.
세포 외부에는 에피바이오틱 박테리아가 없는데, 이러한 "놀라운 부재"는 T. magnifica 에 의하여 생물학적으로 활성을 가지는 화합물이나 심지어 항생제 화합물이 생성되는 것에 의하여 설명될 수 있다.